# 朗德普雷里鎮區 (愛荷華州傑佛遜縣)
朗德普雷里鎮區（英語：Round Prairie Township）是位於美國愛荷華州傑佛遜縣的一個行政鎮區。

## 地方資料
根據2010年美國人口普查的數據，朗德普雷里鎮區的面積為93.50平方千米，當中陸地面積為93.44平方千米，而水域面積為0.06平方千米。當地共有人口301人，而人口密度為每平方千米3.22人。